# 反右运动
反右运动是中国共产党在中华人民共和国建立后于1957年发起的第一场波及社会各阶层的群众性大型政治运动，是在“整风运动”过程中又掀起了“反右运动”。“整风运动”是中国共产党内的整风，而“反右运动”主要结果是给中共党内外大量人员任意划定了“右派”身份，且实际上反右占据主导。中国共产党中央委员会主席毛泽东发动并主导了反右运动，而邓小平、彭真等中共高层也参与其中并扮演了重要角色。但此后中共官方认为，反右运动被严重扩大化。
在反右运动中，按照中共官方在拨乱反正时期的统计数据，全中国大陆有552,973人被直接划为“右派分子”而遭全面迫害，包括“三钱”之一的钱伟长、知名经济学家顾准、以及后来的国务院总理朱镕基，等等。而据解密中央档案，全国实际划出右派分子超317万人，还有143万余人被贴上“中右分子”的标签而遭到批斗和迫害；此外，还有许多人被划作“内控右派”、“疑似右派”、“右倾”等。反右运动期间，被迫害的对象轻则遭撤职降职、开除党籍团籍、被下放到农村或工厂中进行劳教或劳改，重则开除公职、集中关押、判刑收监等，部分人士含冤自杀、被处决或受折磨而死。据不完全统计，反右运动造成4,000多人非正常死亡，而自反右运动起“右派”被归为“黑五类”。
反右运动是中华人民共和国历史上的一个转折点，该运动对中国大陆的民主党派、学术界以及知识分子等各界人士造成了极大打击，更因公器私用的利慾导致了诸多冤假错案的产生。此后，中国大陆进入了由中国共产党实质性一党专政甚至是毛泽东一人独裁的时代，民主政治建设遭到严重破坏，为中国大陸此后的大跃进、文化大革命等一連串爭議巨大的政治运动埋下了祸根。
自1959年起，中国大陆政府曾分批给“错划右派”者予以“摘帽”，但此后因文革而中断。1970年代末至1980年代初，邓小平、胡耀邦等人主导了拨乱反正并开始改革开放，承認在反右运动的执行过程中犯有“扩大化”的错误（稱“反右扩大化”），在全部摘帽的基础上对绝大多数右派及“中右分子”实行平反，但最终有96人成为未获改正的右派（“維持原案，只摘帽子，不予改正，不予平反”），其中中央5人、地方支部91人。

## 运动历程

### 双百方针和整风运动
1956年4月25日，中共中央主席毛泽东在中共中央政治局扩大会议上作了《论十大关系》的談话，4月28日中央政治局扩大会议上又提出了“百花齐放，百家争鸣”的方针（双百方针）。一个月以后，中共中央宣傳部部长陆定一向知识分子作了题为《百花齐放，百家争鸣》的讲话，“提倡在文学艺术工作和科学研究工作中有独立思考的自由，有辩论的自由，有创作和批评的自由，有发表自己的意见、坚持自己的意见和保留自己的意见的自由。”，可是到了1956年10月，正好匈牙利十月事件發生，毛澤東對於政權恐怕不穩固感到擔憂。同年11月10日至15日在北京举行的中共八届二中全会根据毛泽东的提议，决定于1957年全党开展整风运动，整顿“主观主义、宗派主义、官僚主义”。
從1957年春開始，很多知識分子和民主黨派領導人在「百花齊放、百家爭鳴」運動鼓舞下暢所欲言，批評的嚴重令毛泽东感到意外:38。毛泽东怒斥「資產階級知識分子」，說資本家雖然已被消滅，但他們還是脫不掉自己之階級本性:38。
1957年4月30日，毛泽东在天安门城楼上召集民主党派负责人座谈，再次提出“知无不言，言无不尽；言者无罪，闻者足戒；有则改之，无则加勉”。5月1日，《人民日报》刊载了中共中央在4月27日发出的《关于整风运动的指示》，决定在全党开展以反对官僚主义、宗派主义和主观主义为内容的整风运动，号召党外人士“鸣放”，鼓励群众提出自己的想法、意见，也可以给共产党和政府提意见，帮助共产党整风。于是各界人士，主要是知识分子们，开始向党和政府表达不满或建议改进。新闻界也跟进，刊出各种声音。这段时期被称为“大鸣大放”，此举让知识分子们觉得共产党勇于自我批评。

### 转为打擊意見派
期間由於有人提議：“现在学生上街，市民跟上去”，“形势非常严重”，共产党已经“进退失措”，局势已是“一触即发”，“毛主席他们混不下去了，该下台了”；並且提出要共产党退出机关、学校，公方代表退出合营企业，要求“共产党与民主党派轮流坐庄”（共產黨認為該言論出自章伯鈞）；“根本的办法是改变社会主义制度”，“请共产党下台”，“一党执政有害处”，要开放“海德公园”，各个民主党派，都有首脑人物向中共提出，既然是共同执政，中共有自己的武装部队，那么民主党派也要有自己独立的武装部队等等。毛澤東面對越來越多批評的言論，認為這些言論將危及中共在中国政治中的的領導地位。毛澤東曾表示“一放，各阶级就会表现出来，原形也毕露。共产党执政还不到八年，就有三十多万条意见、错误、罪状，那共产党是不是该下台？那我姓毛的不是要重返井冈山！”於是，毛澤東決定違背承諾，展開反擊。1957年中共開始了反撲的行動，這即是後來所謂的「反右運動」。
1957年6月1日，储安平发表《向毛主席和周总理提些意见》，批評中共存在党天下思想。1957年6月6日，毛泽东閱讀陆定一呈送的《高等学校整风情况简报》。简报中提及北京大学有学生写文章表示中共党中央已开始分裂，有人想逼毛主席下台。而在當天下午舉行的党外人士举行的座谈会上，卢郁文当众宣读自己收到的匿名恐嚇信，恐嚇信作者在信中表示「我不理解有人为什么只许说反面话不许说正面话，对讲了正面话的人就这样仇视」、「我们应当深思，我们对共产党的批评究竟是从什么地方出发？要到什么地方去呢？」李仲公也表示，自己因为批评了对中共提意见的人，也收到了一封匿名恐嚇信。同樣在當天，毛泽东为中共中央起草了《关于加紧进行整风的指示》。6月7日，毛泽东在會見胡乔木和吴冷西時表示，卢郁文收到的匿名恐嚇信，給自己提供了一個反擊右派的絕好機會。毛澤東還表示，自己準備在人民日報發表社論《这是为什么？》，發動反擊右派鬥爭。
1957年6月8日，中共中央发出了毛泽东起草的《组织力量反击右派分子的猖狂进攻》的指示，其中说：“这是一场大战（战场既在党内，又在党外），不打胜这一仗，社会主义是建不成的，并且有出匈牙利事件的某些危险。”當天人民日報刊登毛澤東的社論《这是为什么？》，提到給盧郁文的匿名信表明有人試圖借整风运动进行阶级斗争，並指出“少数的右派分子在‘帮助共产党整风’的名义之下，企图乘机把共产党和工人阶级打翻，把社会主义的伟大事业打翻”，但是社论在最后还指出“共产党仍然要整风，仍然要倾听党外人士的一切善意批评”。
1957年5月中旬至6月初，毛泽东写了《事情正在起变化》一文，6月12日批发全党。文章说：“最近这个时期，在民主党派中和高等学校中，右派表现得最坚决最猖狂……他们不顾一切，想要在中国这块土地上刮起一阵害禾稼、毁房屋的七级以上的台风……现在右派的进攻，还没有达到顶点，他们正在兴高采烈……我们还要让他们猖狂一个时期，让他们走向顶点。”6月14日，《人民日报》又发表另一篇社论（据说是毛泽东亲笔写的）《文匯報一个时期的资产阶级方向》，转载姚文元6月10日在文汇报发表的《录以备考──读报偶感》，点名批评《文汇报》和《光明日报》，提出“让大家鸣放，有人说是阴谋，我们说，这是“阳谋”。因为事先告诉了敌人：牛鬼蛇神只有让它们出笼，才好歼灭他们，毒草只有让它们出土，才便于锄掉。”同年7月1日，毛泽东又为《人民日报》撰写社论《文汇报的资产阶级方向应当批判》，其中写道：“民盟在百家争鸣和整风过程中所起的作用特别恶劣，有组织、有计划、有纲领、有路线，都是自外于人民的，是反共反社会主义的。还有农工民主党，一模一样……整个春季，中国天空黑云乱翻，其源盖出于章罗（注：指章伯钧、罗隆基）同盟……这种人不但有言论，而且有行动。他们是有罪的，‘言者无罪’对他们不适用。”
1957年9月2日中共中央发出《关于严肃对待党内右派分子问题的指示》：“既然他的言行同党外右派分子一样，就没有理由不根据一视同仁的原则，把他同样划为右派分子，并与之进行坚决的斗争。因为这种党内右派分子，他们的党龄愈长，职位愈高，对党的危害就愈大。因此，对那些同党外右派分子政治面貌完全相同的人, 决不应该因为他们是党员而有所宽容，决不应该漏掉真正的党内右派分子。”

### 右派的标准
1957年6月16日，《人民日报》发表了毛泽东的《关于正确处理人民内部矛盾的问题》，其中包括辨别香花毒草的六条标准。10月15日，中共中央发文“中共中央关于《划分右派分子的标准》的通知”，其中“右派分子”的标准，包括：
1. 反对社会主义制度。反对城市和农村中的社会主义革命，反对共产党和人民政府关于社会经济的基本政策（如工业化、统购统销等）；否定社会主义革命和社会主义建设的成就；坚持资本主义立场，宣扬资本主义制度和资产阶级剥削。
2. 反对无产阶级专政、反对民主集中制。攻击反帝国主义的斗争和人民政府的外交政策；攻击肃清反革命分子的斗争；否定“五大运动”的成就；反对对资产阶级分子和资产阶级知识分子的改造；攻击共产党和人民政府的人事制度和干部政策；要求用资产阶级的政治法律和文化教育代替社会主义的政治法律和文化教育。
3. 反对共产党在国家政治生活中的领导地位。反对共产党对于经济事业和文化事业的领导；以反对社会主义和共产党为目的而恶意地攻击共产党和人民政府的领导机关和领导人员、污蔑工农干部和革命积极分子、污蔑共产党的革命活动和组织原则。
4. 以反对社会主义和反对共产党为目的而分裂人民的团结。煽动群众反对共产党和人民政府；煽动工人和农民的分裂；煽动各民族之间的分裂；污蔑社会主义阵营，煽动社会主义阵营各国人民之间的分裂。
5. 组织和积极参加反对社会主义、反对共产党的小集团；蓄谋推翻某一部门或者某一基层单位的共产党的领导；煽动反对共产党、反对人民政府的骚乱。
6. 为犯有上述罪行的右派分子出主意，拉关系，通情报，向他们报告革命组织的机密。

另有“极右分子”的标准：
1. 右派活动中的野心家、为首分子、主谋分子和骨干分子。
2. 提出反党反社会主义的纲领性意见，并积极鼓吹这种意见的分子。
3. 进行反党反社会主义活动特别恶劣、特别坚决的分子。
4. 在历史上一贯反共反人民，在这次右派进攻中又积极进行反动活动的分子。

简言之，反对共产党及其主要政策的是右派，其中领导人物为极右分子。《光明日报》社长章伯钧、总编辑储安平，《文汇报》的罗隆基、浦熙修都被批判。

### 扩大化與失控
与其它后来被中国共产党自己否定的政治运动相比较，反右运动本身并未被中共视为完全错误，拨乱反正至改革开放后，官方最终仍然保留了极少的右派分子。但中共承认在反右执行过程中有“扩大化”的问题，即“反右扩大化”。故整场運動中不谈是非对错，仅从所谓「极少数」的未获改正的右派数量来看，就被錯誤扩大化超5,700倍、错划比率达99.99%。“一个单位应有5%的人定位右派分子，甚至在只有很少几个知识分子的单位和没有人鸣放的单位，这个指标也得完成。” 实际操作中，许多人仅仅因为发表过“错误”言论而被划分为右派。

根据中共十一届三中全会后复查统计，在1957年的“反右运动”和1958年的“反右补课”中，全国共划分右派份子552,973，其中改正了552,877人、不予改正96人，但学界认为此人数统计低于实际人数。据解密的中央档案显示，全国实际划出右派分子超317万人，还有大约143万余人被列为“中右分子”（即中间偏右，类似“候补右派”）。此外，还有“内控右派”、“右倾”、“疑似右派”等各类划分。中共官方承认：
由于断定资产阶级右派和人民的矛盾是敌我矛盾，从而又导致了对他们的处罚过于严厉。凡是共产党员的全部开除出党，半数以上的人失去了公职，相当多的人被撤职、降职、降薪，或被遣送劳动教养，或被监督劳动。少数在原单位留用的人也都学非所用，用非所长。不少人甚至家破人亡。使一大批无辜的人们和他们的家属遭受长期的委屈和打击，失去对社会主义建设事业发挥应有的作用的可能。这不仅对他们是极大的不幸，也是国家和民族的一场灾难，造成了极为严重的社会政治伤痕。
中国独立记者高瑜曾对右派分子进行分类：“作为右派的主体，我认为主要是这样几部分人：一个是以‘章(伯钧)罗(隆基)联盟’为代表的民主党派，和工商界人物，和储安平为代表的自由知识分子；第二是以刘宾雁、戴煌为代表的一大批全国各地的新闻出版界的党内知识分子；第三类呢，是以林希翎和北大的‘五一九运动’为代表的青年学生；第四呢，是以冯雪峰、丁玲、艾青、吴祖光、钟惦棐、萧军为代表的文艺界的领导和著名文艺家；第五类是教育界、科技界的著名的教授、科学家。以上五部分人都是中国当时和未来的精英人物。摧毁他们，就是摧毁了中国。从此中国的民主党派徒有虚名，完全沦为中共的附庸和政治花瓶，中共内部和各行各业开始逆向选择。”

### 大跃进及党内“反右倾”
在1957年第一个五年计划完成后，正在反右运动中的中共领导人们认为在经济计划上也要克服“右倾”，即要相信群众的力量，用比资本主义更快的速度建设社会主义。1958年中共第八届全国代表大会第二次会议上提出“鼓足干劲、力争上游、多快好省地建设社会主义”的“总路线”，加上同年在农村迅速开始的“人民公社”和“大跃进”，合称“三面红旗”。全国的中心任务从反右转移到了大跃进，反右运动逐渐停止。
1959年，庐山会议上，国防部长彭德怀元帅因为批评大跃进运动而遭到毛泽东的批判，引发了中共内部对“彭、黄、张、周反党集团”及其支持者的“反右倾运动”，被重点批判和定为“右倾机会主义分子”的干部和党员有300多万人。

## 整肃方式

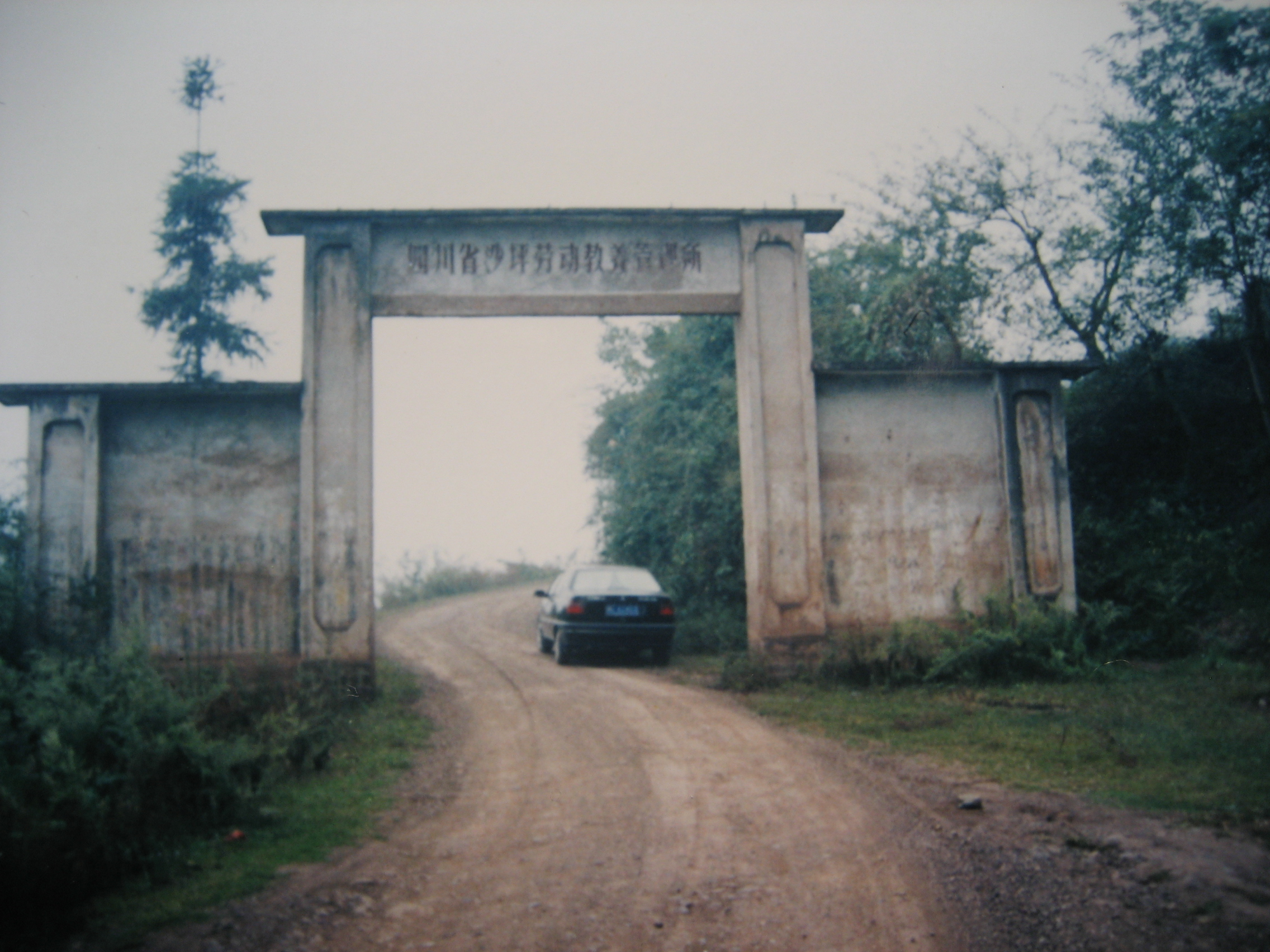
位于四川省的沙坪劳动教养管理所，反右运动开始后，上万名被视为“右派”而遭批判的人士曾在此接受劳教，三年大饥荒期间2600余名青少年劳教犯在此丧命。

1957年7月18日，毛泽东在青岛会议期间的讲话中提道：
（谈到打右派）北京打击了一千五、全国要打出十个北京来。大树是有根的。
（谈到区、乡、社整风问题）每个五年计划搞两次整风，一大一小。...... 整风范围扩大，党、团、民主党派，人民团体、工商联，学校，艺术界，经济事业机关，合作社都要整。除了少数知名人士之外，把一些右派都搞去劳动教养。...... 地、富、反革命摘了帽子的，要调皮再给戴上。搞个劳动教养条例。死刑不要轻易废除。地、富、反革命的选举权，不要给得太早了。不搞大，只搞小，这些关口要卡住。唐僧这个集团，猪八戒较简单，可以原谅；孙悟空没有紧箍咒不行。反右倾思想，右派，极右派，合乎人情，顺乎天理。各省市对民主党派，不管其中央，予以腰斩。
同年7月23日，邓小平在其主持的中共中央书记处会议上提出，关于右派问题，“组织处理不忙，人大、政协、党团都不忙处理，等人大改选再说”，“但要积极做准备工作，统战、宣传、组织部赶快研究，12月必须拿出方案。政协、人大，包括省市，11月拿出方案，统战部负责”。7月26日，国务院全体会议通过了《关于劳动教养问题的决定》，并报请全国人大常委会审核批准。8月4日，《人民日报》公布了这个决定，同时发表社论解释：
对于这些坏分子，一般地用说服教育的办法是无效的；采取简单的惩罚措施也不行；在机关、团体、企业内部也决不能继续留用；让他们另行就业又没人愿意收留他们。因此，对于这些人，就需要有一个既能改造他们，又能保障其生活出路的妥善办法。根据人民政府长期的研究和考虑，把他们收容起来，实行劳动教养，就是最适当的也是最好的办法。
1958年，中共中央对划定的右派分子按照罪行的轻重作出六种处理，由重到轻依次为劳动教养、监督劳动、留用察看、撤职、降职降级、免于行政处分。被处以前两类处罚的右派分子被迫离开原来的工作，到边疆、农村、监狱从事繁重的体力劳动，由于超负荷的劳动和不久之后到来的全国性的饥荒，这些被发配的右派分子大量死亡。留在城市的右派分子则被处罚从事没人愿意做的体力劳动，如清扫厕所等，或者在被歧视的情况下继续原来的工作。个别人由于不堪侮辱自尽。一般来讲，受到中央点名的，在国际国内有一定影响并在中央人民政府担任领导职务的大右派，如章伯钧、罗隆基等人受到冲击较小，大多是降低待遇，撤销行政职务等，而来自基层单位默默无闻的众多右派分子，很多都经历了比较悲惨的命运，譬如林昭，一些人因此客死他乡。从1959年起，一些右派们逐渐被取消此身份，被叫做“摘帽右派”，在文化大革命中，大部分“右派”和“摘帽右派”被再次冲击。

## 运动影响

### 一党专政和一人独裁
反右运动后，知识分子再也不敢批评共产党及其领导人，中共也不再允许来自党外的批评，政治斗争从共产党对党外势力转变为共产党内部不同路线的斗争。在各个民主党派方面，经历过从“言者无罪，闻者足戒”到“引蛇出洞”的骤然转变，各民主党派参政议政也不复1950年代初期的热情，在政治生活中不敢发声。反右运动造成这些政党一步一步愈发边缘化，造成了理論上是中国共产党领导多党合作和政治协商，而实际上是中共的一党专制以及毛泽东一人独裁的局面。

### 大跃进和文革
经过反右运动后，中共的政策重新回到以政治挂帅，强调阶级矛盾和阶级斗争的路线上来，它标志着从抗美援朝结束之后几年内中国大陸快速而和谐的发展的结束，1956年中共八大提出的“大规模的阶级斗争告一段落，今后工作以社会主义建设为主”的政策中止，意识形态斗争的重要性从此压过了经济的发展。
自此，中国共产党人对“右”唯恐避之不及，“紧跟”毛泽东的指示，政治路线从此严重左倾。毛泽东在中国共产党内的影响力进一步提高，造成一人专政的局面。反右运动中的变化为之后的“大跃进”、“文化大革命”埋下伏笔。在接下来的大跃进运动中，反右运动为有效地消除了中共可能面对的来自党外或者农业专家的反对的声音，而大跃进运动则是三年困难时期的直接原因。也有部分学者指出文化大革命的爆发与反右运动有直接关系。

### “摘帽”与“改正”平反
反右运动起，“右派”被归为“黑五类”分子。1959年9月，中共中央发布《关于摘掉确实悔改的右派分子的帽子的指示》，决定在新中国建立十周年的时候，摘掉一批右派分子的帽子，人数“以控制在全国右派分子的20％左右为好”。官方数据显示，1959年到1964年间，先后有大约30余万被错划为“右派分子”的人摘掉了帽子，这些人被称为“摘帽右派”。但此后摘帽工作陷于停滞，直至文化大革命（1966-1976年）结束。
1977年，胡耀邦被任命为中共中央党校副校长，主持党校工作，并开始着手进行冤假错案的平反工作。拨乱反正期间，胡耀邦组织中央党校的教师编写了《把“四人帮”颠倒了的干部路线是非纠正过来》作为社论在1977年10月7日的《人民日报》上以整版的篇幅刊登；1977年11月27日《人民日报》又发表了《毛主席的干部政策必须落实》，这两篇文章在全中国大陸取得了空前的反响，宣告了平反冤假错案的开始。1977年12月15日胡耀邦调任中组部部长。1978年春，统战部、公安部、中组部、中宣部、民政部在山东烟台召开会议，专门讨论反右运动遗留问题的处理。在烟台会议上，产生了激烈的争论，保守派认为对于在反右运动中被划为右派的群众和干部，只要摘掉右派帽子，妥善安置不再歧视就已经足够了，没有必要平反关于右派的冤假错案；但是胡耀邦等同志认为，必须对反右中的冤假错案予以彻底的完全的平反。最终保守派的意见占据了上风，1978年4月8日中共中央批复了统战部上报的《关于全部摘掉右派分子帽子的请示报告》，将其作为1978年的第11号文件转发全党。这份文件指出“1957年反右本身没有错，问题是扩大化了”，对于错划的右派要落实政策妥善安置，在提职、提级、调资、奖励、授予职称等问题上与其他职工一样对待，但是报告没有提到对错划右派的平反。1978年5月2日，上海市对本市尚未摘掉右派分子帽子的1471人全部摘掉了右派帽子。
烟台会议后，胡耀邦继续推动对右派的全面平反，1978年5月间，《实践是检验真理的唯一标准》发表，一场关于真理标准的大讨论展开，保守派的势力受到压制。在这样的背景下，五大部在北京召开了关于右派问题的第二次会议，会议上的交锋仍然激烈，但是主张完全平反右派问题的主张最终得到支持，1978年9月17日中共中央批转中央组织部、宣传部、统战部、公安部、民政部《贯彻中央关于全部摘掉右派分子帽子决定的实施方案》（因該文件編號為[1978]55号，有被簡稱為「55号文件」）的通知中指出：“对过去错划了的人，要做好改正工作。有反必肃、有错必纠是中国共产党的一贯方针。已经发现错了的，尽管事隔多年，也应予改正。”相比于5个月前的请示报告，实施方案对落实右派安置政策作出了明确和细化的规定，最重要的是，实施方案指出：“凡不应划右派而被错划了的，应实事求是地予以改正。”“经批准予以改正的人，恢复政治名誉，由改正单位负责分配适当的工作，恢复原来的工资待遇。”“原是共产党员，没有发现新的重大问题的人，应予恢复党籍；原是共青团员的，应予撤销开除团籍处分。”1978年11月，中共上海市委批转中共上海市委组织部、统战部、公安局、劳动局、民政局关于贯彻中共中央《贯彻中央关于摘掉右派分子帽子决定的实施方案》的通知的实施意见，要求各单位做好改正工作。1979年，中共上海市委先后批转市委统战部等5部门《关于错划右派改正后若干具体问题处理意见》和《关于对“中右分子”审查安置等问题的批复》等文件。到1980年9月，复查改正工作基本结束，上海市共改正16,297人（1957年后，机构及人员变化很大，该数是中共十一届三中全会后在上海市的与仍属上海市管辖的人员中的复查改正数），其中市级爱国民主人士被划为右派分子的有106人，改正104人（彭文应、陈仁炳2人未被改正）。
至1981年，在全面复查的基础上，对错划右派的改正和落实政策工作全部完成：全国共改正错划右派54万多人，占原划右派总数的98%；此外，对被划为“中右分子”和“反社会主义分子”的31.5万人，也一律给予平反。最终，曾经被划为右派的55万人几乎全部平反，但是仍有极少的一部分人“只摘帽子，维持右派原案，不予改正”，其中包括中央认定的5名右派分子章伯钧、罗隆基、彭文应、储安平、陈仁炳以及由各地方认定的90餘名右派分子，总计不足百人。
中国共产党1981年在十一届六中全会上给反右运动定性为：“这一年在全党开展整风运动，发动群众向党提出批评建议，是发扬社会主义民主的正常步骤。在整风过程中，极少数资产阶级右派分子乘机鼓吹所谓‘大鸣大放’，向党和新生的社会主义制度放肆地发动进攻，妄图取代共产党的领导，对这种进攻进行坚决的反击是完全正确和必要的。但是反右派斗争被严重地扩大化了，把一批知识分子、爱国人士和党内干部错划为‘右派分子’，造成了不幸的后果。”（《关于建国以来党的若历史问题的决议》）当年支持和主持反右的邓小平在80年代对反右运动也持这一看法。被平反的右派中很多人回到了原来的工作岗位或得到升迁，如前国务院总理朱镕基。
在运动结束后，除了少部分被开除出队，全部进行经济处理。从发给每月十来元基本生活费到连降几级工资，所有右派分子的家庭经济都受到重大打击。家人因被牵连无法获得安排工作，绝大多数右派分子家庭陷入长期困境。右派分子基本都是知识分子，子女在升学就业受到政治歧视，教育程度很少超过初中。在十一届六中全会后对错划右派分子改正时，并没有给与经济补偿或赔偿。

右派平反过程中下发的部分文件
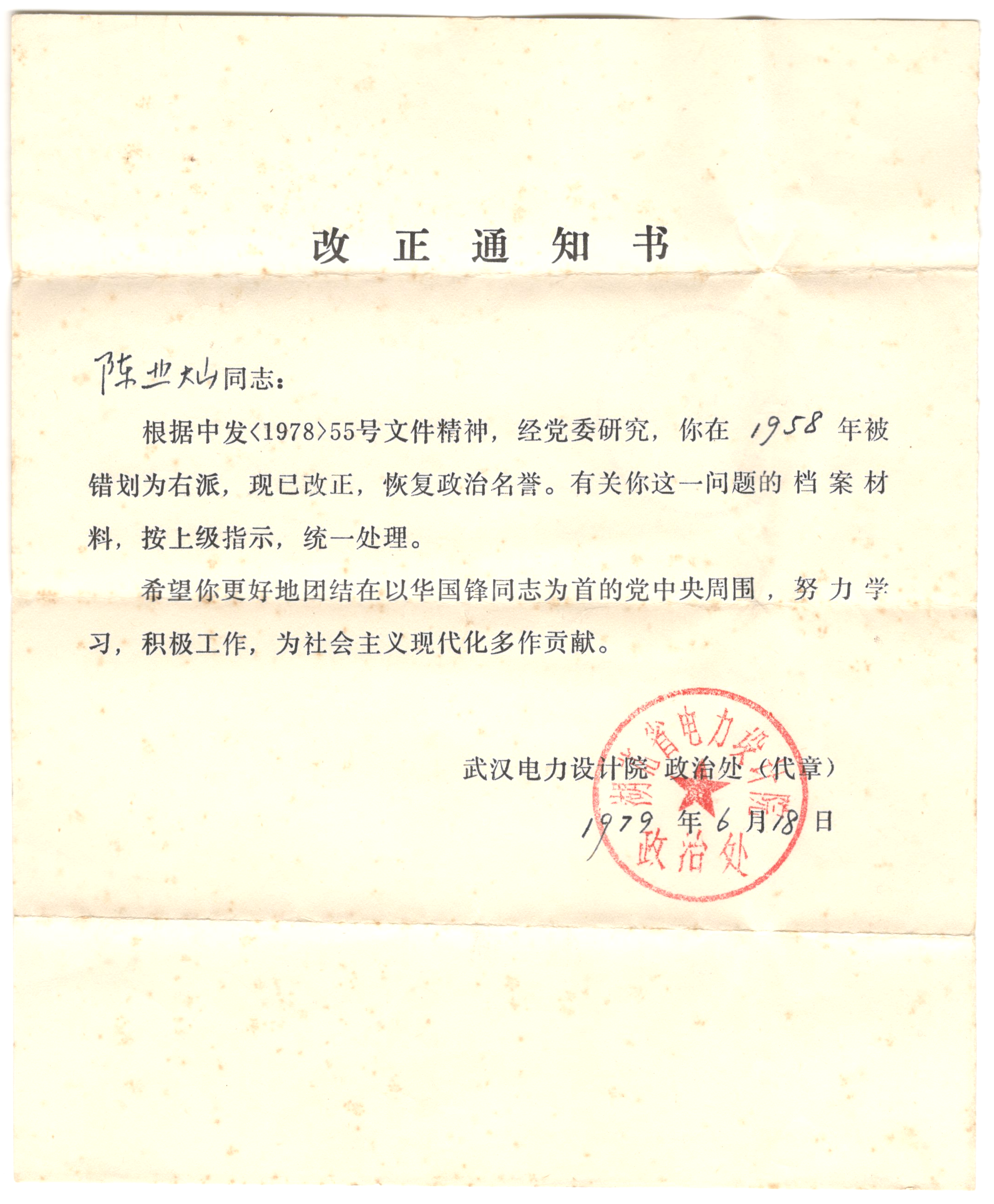
经由11号文件和55号文件所下发摘掉右派分子帽子通知书。
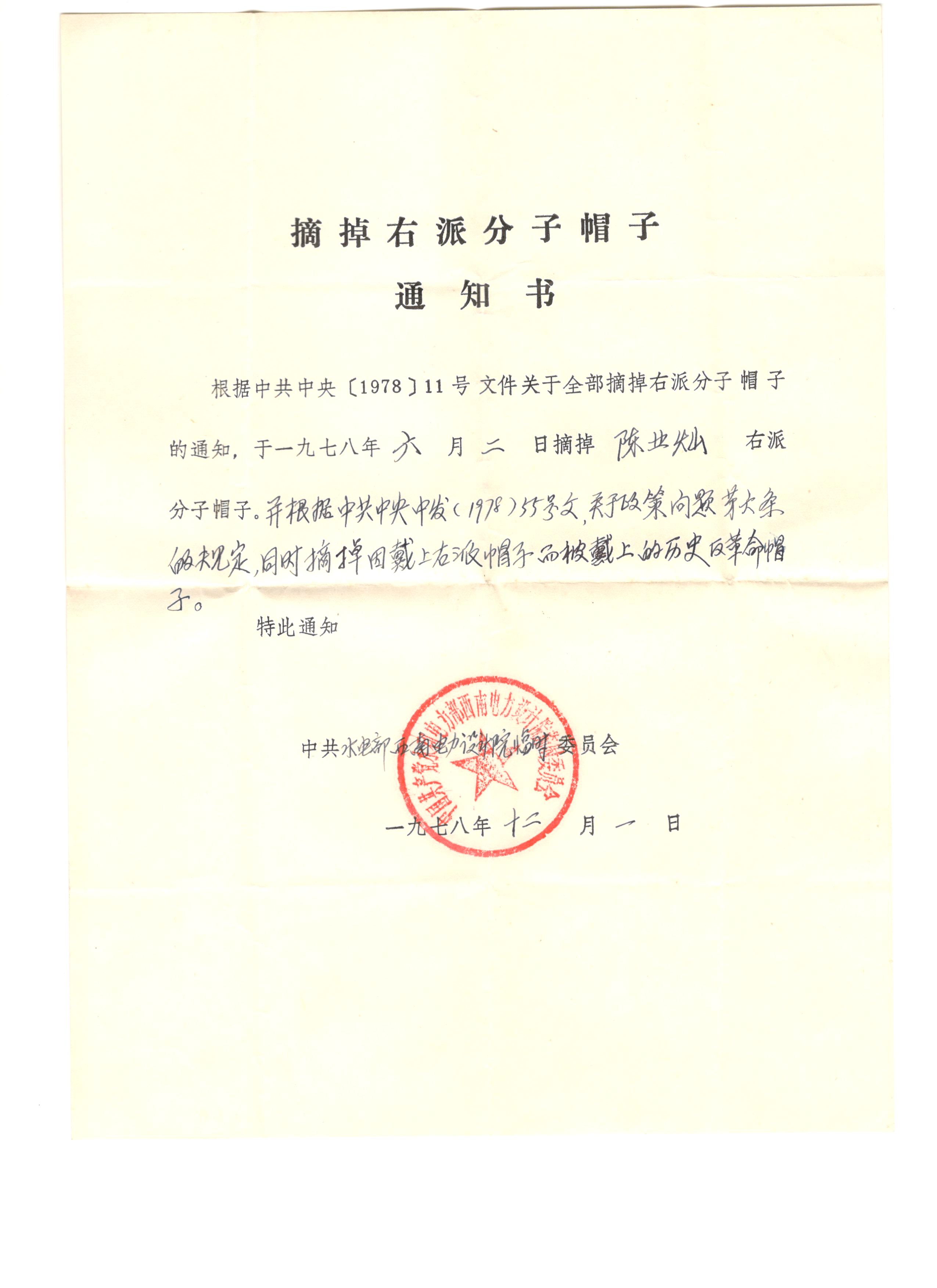
经由55号文件所下发的改正通知书。
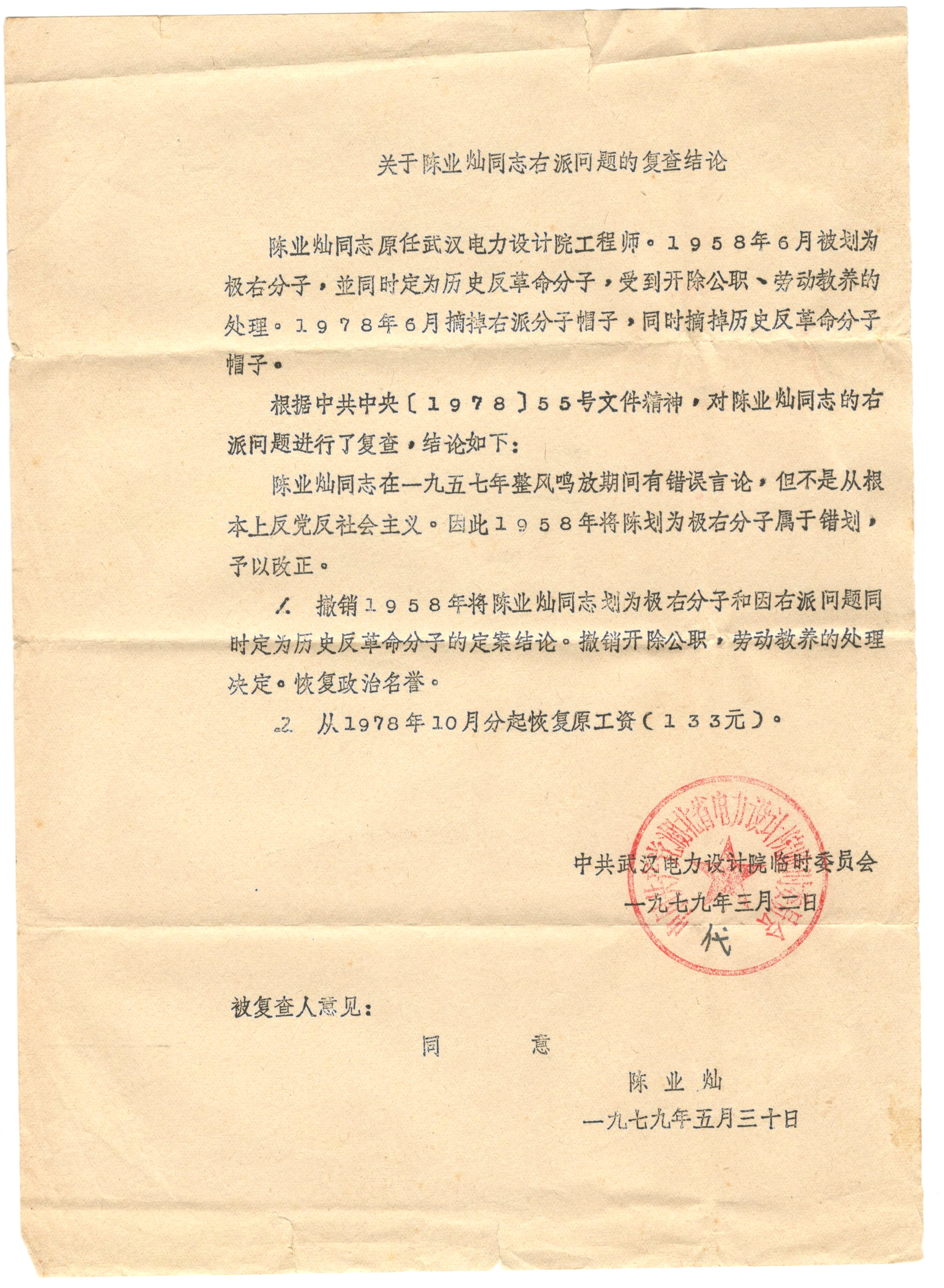
在摘掉右派分子帽子后，撤销开除公职、劳动教养处理，恢复政治名誉和工资待遇的通知书。

### 未被平反人士
1978年，中组部、中宣部、中央统战部、公安部、民政部发布《贯彻中央关于全部摘掉右派分子帽子决定的实施方案》：“对右派分子一般不搞甄别平反，对确实划错了的，要实事求是地予以改正。”
拨乱反正时期，至1980年剩下5,000余名右派，即當前還“未获改正的右派”。最终，根据中共中央的资料，包括中央指名的5人（章伯钧、罗隆基、彭文应、储安平、陈仁炳）以及地方各省市指名的若干人，共计96人未被改正。

## 历史评价

### 官方评价
- 拨乱反正期间，中国共产党十一届五中全会于1980年2月23-29日召开，在这次会议上，中共中央副主席邓小平在讲话时说[77][78]：“不要造成一个印象，好像别人都完全正确，唯独一个人不正确。这个话我有资格讲，因为我就犯过错误。一九五七年反右派，我们是积极分子，反右派扩大化我就有责任，我是总书记呀。”
- 1980年3月，邓小平在讨论党的若干历史问题的决议时，说到（收录于《邓小平文选》第二卷）[11][79][80]：“一九五七年反右派斗争还是要肯定。三大改造完成以后，确实有一股势力、一股思潮是反社会主义的，是资产阶级性质的。反击这股思潮是必要的。我多次说过，那时候有的人确实杀气腾腾，想要否定共产党的领导，扭转社会主义的方向，不反击，我们就不能前进。错误在于扩大化。统战部写了个报告给中央，提出错划的都要改正，没有错划的不能改正。但是，对于没有错划的那几个原来民主党派中的著名人士，在他们的结论中也要说几句：在反右派斗争前，特别是在民主革命时期，他们曾经做过好事。对他们的家属应该一视同仁，在生活上、工作上、政治上加以妥善照顾。......总起来说，一九五七年以前，毛泽东同志的领导是正确的，一九五七年反右派斗争以后，错误就越来越多了。”
- 1981年6月27日中共十一届六中全会通过的《关于建国以来党的若干历史问题的决议》中提到[11][81][82]：“在整风过程中，极少数资产阶级右派分子乘机鼓吹所谓“大鸣大放”，向党和新生的社会主义制度放肆地发动进攻，妄图取代共产党的领导，对这种进攻进行坚决的反击是完全正确和必要的。但是反右派斗争被严重地扩大化了，把一批知识分子、爱国人士和党内干部错划为“右派分子”，造成了不幸的后果。”
- 1986年12月30日，邓小平在谈论有关八六学潮的问题时再次提及此事。他说（收录于《邓小平文选》第三卷《旗帜鲜明地反对资产阶级自由化》）[83]：

“一九五七年反对资产阶级右派的斗争，有太过火的地方，应当平反。但我们对它没有全盘否定。”
- 全国人大常委会原副秘书长刘政认为[27]：“正当人民代表大会建设和工作健康发展之时，1957年夏季掀起了一场反击右派的政治运动。从此民主政治建设的良好开端和有益探索中断了。人民代表大会建设和工作受到严重损害。”他认为，“对极少数右派分子的进攻实行反击是完全必要的。但是，由于对右派分子进攻的形势作了过分严重的估计，加上采取了大规模的急风暴雨式的群众性阶级斗争的方式，而不是主要依靠法制去进行，这就使这场斗争严重的扩大化了。......由于反右派斗争极严重地扩大化，同毛泽东发动整风运动以造成生动活泼的政治局面的主观愿望相反，给国家的政治生活带来了严重的消极影响。人民代表大会建设和工作也因此受到了严重损害。”
- 2021年11月11日中共十九届六中全会通过的《中共中央关于党的百年奋斗重大成就和历史经验的决议》中提到[84]：“遗憾的是，党的八大形成的正确路线未能完全坚持下去，先后出现“大跃进”运动、人民公社化运动等错误，反右派斗争也被严重扩大化。”

### 其他评价
- 新华社原副总编穆广仁认为，“反右运动排除了政治上的同路人、合作者，清剿了文化艺术界学术界的精英，夭折了思想界的哲人，摧毁了建设祖国急需的大量知识分子的前途，给中华民族、给共和国带来沉痛的国殇。但它更加深远的影响，是铸成了阶级的（严格地说并不是真正的无产阶级的）全面专政、一党专政和领袖专政。”[2][3]
- 中共中央党校原科研办公室主任杜光认为，反右运动是“中国民主革命力量与新专制主义政权的第一次对决”、“是一场专制统治者为了扑灭民主力量而有意挑动起来的民主革命”。杜光认为，“当时，民主力量面对的是一个“斯大林加秦始皇”的专制暴君。他仗恃着高度集权的政党和一党专政的国家机器，从诱使知识分子“百花齐放、百家争鸣”开始，通过“整风”运动，一步一步地把知识分子推向“鸣放”的高潮，然后“聚而歼之”，把足以威胁专制制度的民主力量一网打尽。”而作为结果，反右运动“摧毁了中国的民主力量，造成了中国民主革命长达20年的沉寂。”[67]
- 徐贲教授认为，“在1949年以后发生的一系列政治运动和事件中，反右和文革可有说是留下最深、最持久社会创伤的两次灾难。”[29][85]
- 学者高伐林认为，反右运动“是对中国知识精英的精神摧残和扭曲、对中华民族创造力的毁灭性打击”、“造成中国思想界知识界元气大伤，阴影笼罩几代人”。[28]
- 学者朱正认为，「当年‘右派分子’发表的言论，基本上都是希望中国成为一个法治的、民主的、富强的社会主义国家。对于这些主张，如果1957年不是横加批判，而是认真听取，采纳其中可以采纳的部分，那么，后来中国的政治经济形势和社会道德面貌都会有很大的不同，‘大跃进’和‘文化大革命’也就不会发生，这几十年的历史就会是另一番面貌 。既然“反右派”运动将这些言论作为打击对象，那就不难判断，这场运动究竟是正确的还是错误的，是必要的还是有害的。」[26]
- 学者刘宾雁认为，“反右派运动，在一定意义上也可以说是历史对中国知识分子的一个报复。二十余年来连篇累牍的批判知识分子之软弱的文章，忽视了一个巨大的事实，那就是广大工农群众的蒙昧在五十年代成为毛泽东暴政的强大后盾......”[86]
- 学者傅国涌认为，“如果说，毛泽东是反右运动的始作俑者，邓小平则是反右运动的前线总指挥、具体实施者，他的头衔就是中共中央反右领导小组组长。因此，我们可以理解1978年9月17日，中共中央55号文件虽决定为错划的“右派”改正，却最后保留了几个标本不予改正，以示反右的正确性”、“邓小平心中一直有个挥之不去的‘反右’情结，这件事的决策者虽是毛，而他本人就是执行者，他连毛都不愿否定，何况否定自己。”[11]
- 《美国之音》认为，“就受迫害的知识分子人数来看，反右斗争成为中国历史上秦始皇焚书坑儒尤为不及的对中国知识分子的镇压活动”、“反右运动是对中国知识分子和民主党派的致命一击，使得几十年后这两个群体基本上处于‘集体失声’的状态；而这种状态，和中国后来发生的一系列灾难，如大跃进和文化大革命有着不可分割的联系。”[15][87]
- 前苏共中央第一书记尼基塔·赫鲁晓夫在回忆录中提到，「当然，我实际上清楚地懂得‘百花齐放’意味着什么。它的意思是在文化和艺术领域让各种不同倾向发展。但现在已很清楚这一口号只是一种挑拨，倡导它是为了让人们更公开地表达自己的思想，从而剪除那些具有异色异味的花，并把它们踩入泥土。 」[88]
- 在中国居住十八年的日本共产党党员川口孝夫认为，“‘整风’初期宣称‘言者无罪，闻者足戒’，然而等到让人们充分发表意见后，负责此项运动的人就将当事人所发表的意见整理成材料，并将其定为‘右派’。无论如何，当事者无法抹去蒙受欺骗而遭暗算的感觉。以后的运动大都蹈袭这种方法，并且愈演愈烈……从这时候开始，在中国共产党内，民主制度开始逐步丧失。”[89]
- 毛泽东私人医生李志綏認為：「毛這步棋估計錯了。最後毛幾乎一天到晚睡在床上，精神抑鬱，患了感冒，把我叫回來。睡眠更加不規律。毛感覺上了民主黨派的『當』，自信心受到極大挫折，因此毛準備狠狠『整』民主人士。」[90]